# Massif du Lac Jacques-Cartier
Ne doit pas être confondu avec Mont Jacques-Cartier.
Pour les articles homonymes, voir Jacques Cartier (homonymie).
Le massif du Lac Jacques-Cartier est le plus haut massif montagneux de la chaîne des Laurentides, dans la province canadienne de Québec. Situé entre le fleuve Saint-Laurent et le graben du Saguenay, l'altitude de son plateau varie entre 800 et 900 mètres alors que son point culminant, le mont Raoul-Blanchard, atteint 1 166 mètres d'altitude.

## Toponymie
Le massif doit son nom au lac Jacques-Cartier, un lac glaciaire situé en son centre géographique.

## Géographie

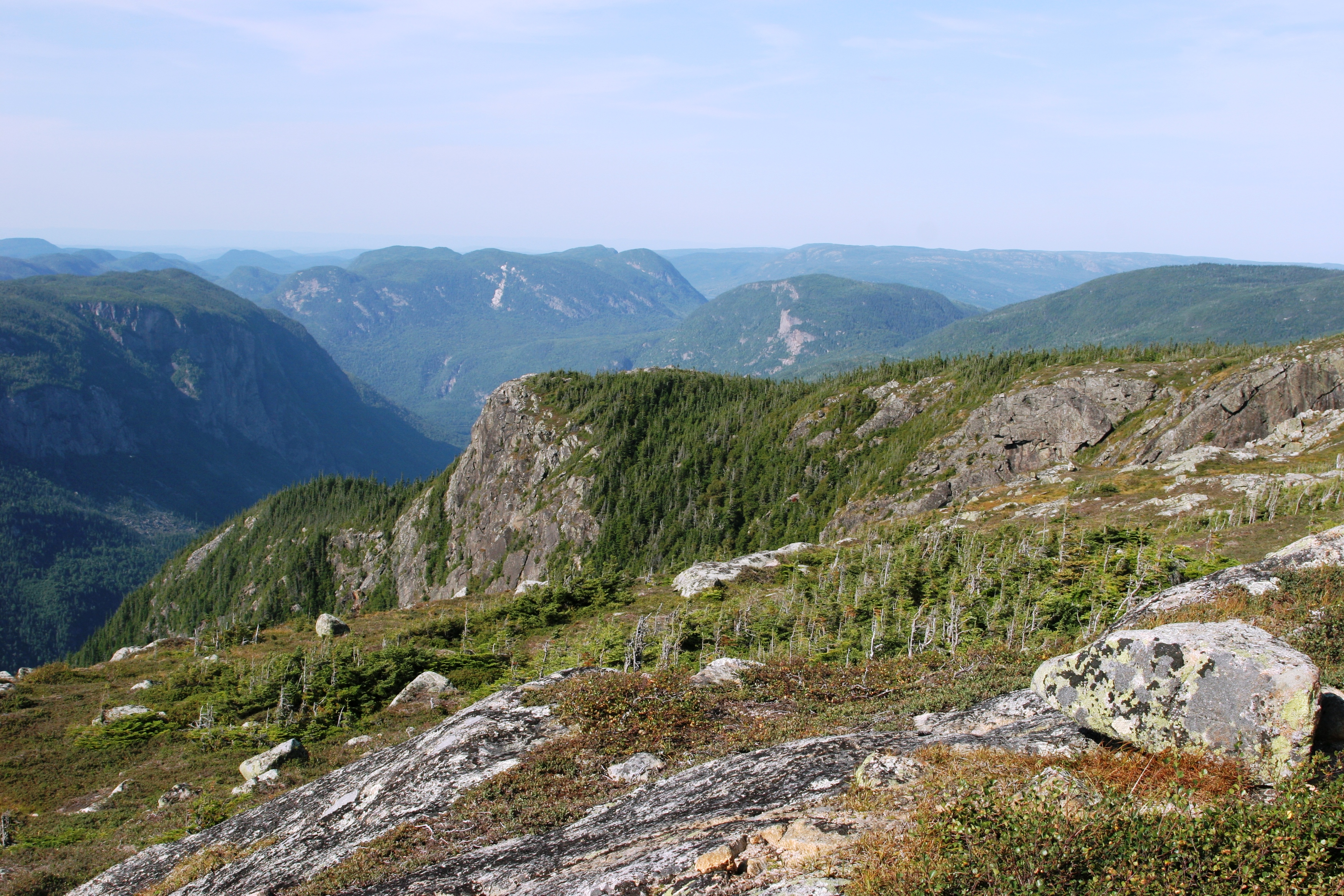
Vue du massif dans les environs de la montagne des Érables.

### Localisation
Le massif recouvre grossièrement toute la région de la Capitale-Nationale (à l'exception des rives du fleuve Saint-Laurent) ainsi que l'extrême-sud de la région du Saguenay–Lac-Saint-Jean.

### Topographie

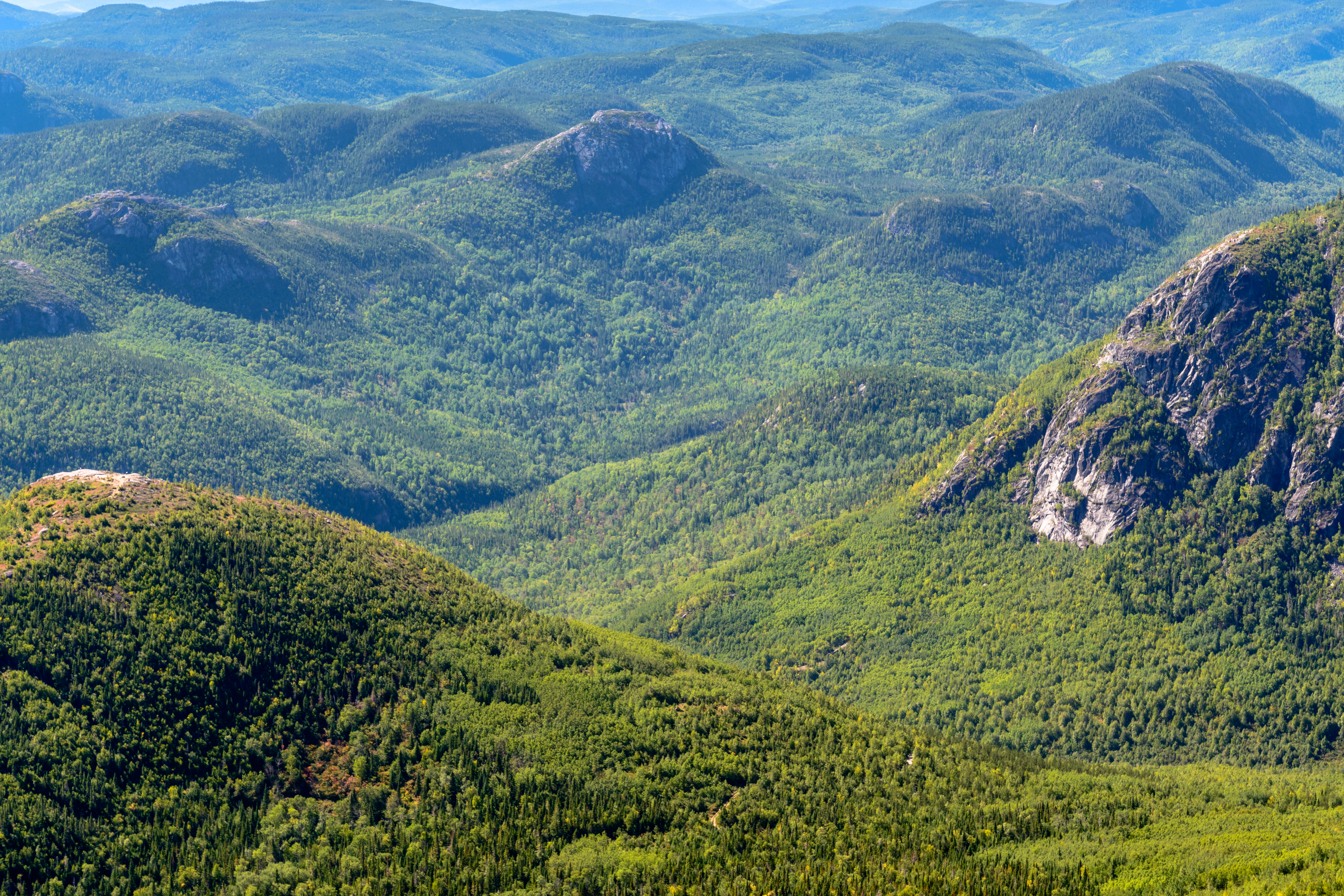
Le massif est composé de centaines de sommets érodés dont certains dépassent 1000 mètres.

Le massif du Lac Jacques-Cartier est l'une des particularités géographiques de la chaîne de montagne des Laurentides. Avec les monts Valin, son altitude dépasse de plusieurs centaines de mètres le reste des sommets de la chaîne. La présence de centaines de lacs et de quelques vallées glaciaires (comme la vallée de la rivière Jacques-Cartier) représente une autre facette distinctive du massif.
Les principaux sommets sont :
- le mont Raoul-Blanchard (1 166 m) ;
- le mont Belle Fontaine (1 151 m) ;
- le mont de la Québécoise (1 112 m) ;
- le mont François-De Laval (1 082 m) ;
- le mont Jean-Hubert (1 065 m) ;
- la montagne des Érables (1 048 m) ;
- le mont Élie (1 038 m) ;
- le mont Francine-C.-McKenzie (1 000 m) ;
- le mont du Lac des Cygnes (980 m) ;
- le mont du Dôme (975 m) ;
- le mont du Lac à Moïse (960 m) ;
- le mont des Morios (915 m) ;
- le mont Apica (880 m) ;
- la montagne à Liguori (790 m).

Cette liste est incomplète et en plusieurs secteurs du territoire l'altitude dépasse les 1 000 m sans avoir une physionomie de mont. De plus, ce ne sont pas tous les sommets élevés qui ont été officiellement nommés comme étant un mont.

### Écosystème

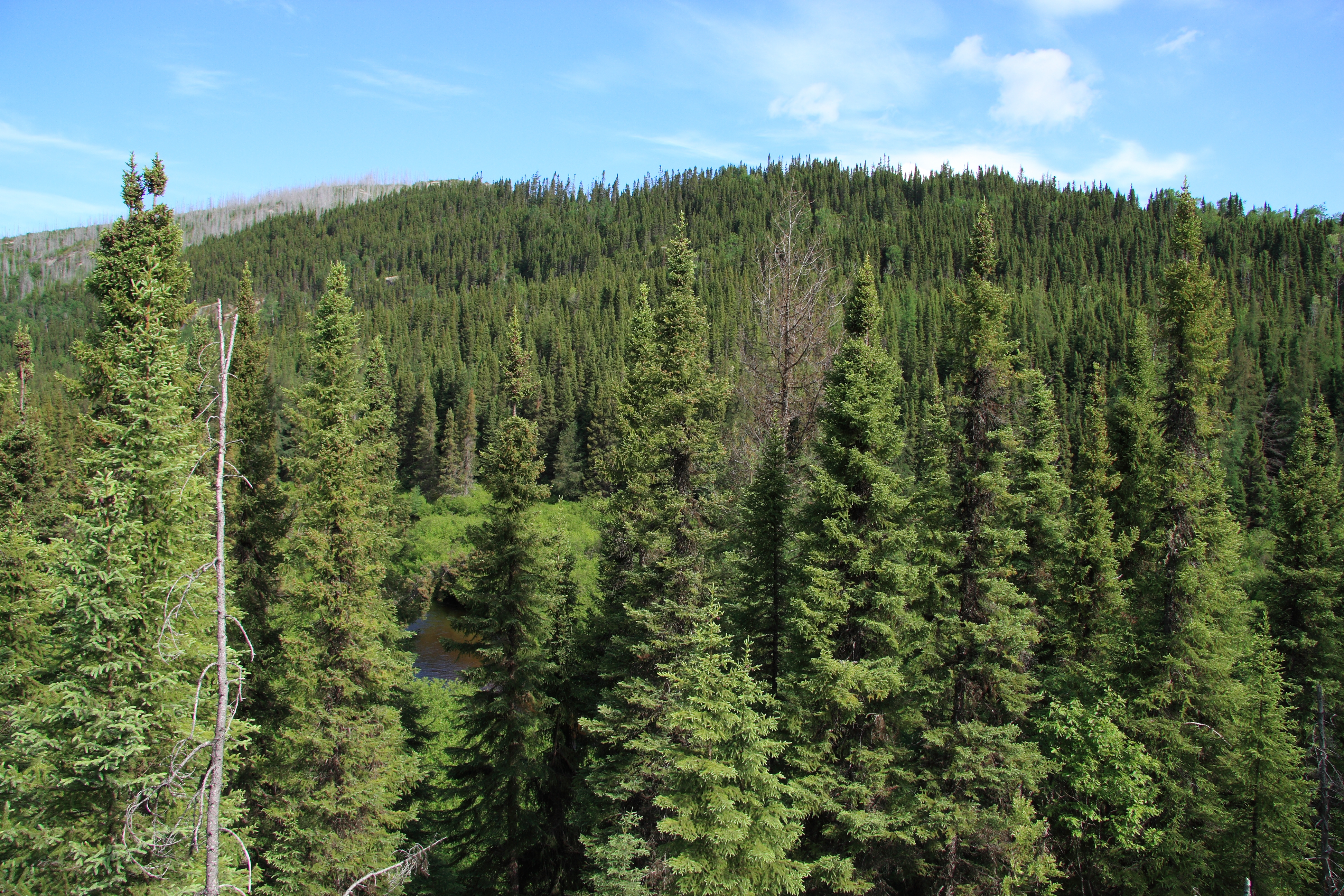
En raison de l'altitude du massif, les espèces boréales comme l'épinette noire sont abondantes.

Le massif possède un écosystème boréal qu'on ne retrouve pas ailleurs à cette latitude au Québec. Faisant partie du domaine de la sapinière à bouleau blanc (secteur 5ef), l'espèce d'arbre la plus répandue est l'épinette noire. Le massif abrite une des dernières hardes de caribous forestiers du sud du Québec, la harde de Charlevoix.

## Protection environnementale
Le massif constitue un des derniers territoires sauvages du Québec méridional. Territoire presque entièrement public, il est recouvert entre autres par la réserve faunique des Laurentides, le parc national de la Jacques-Cartier, le parc national des Grands-Jardins et le parc national des Hautes-Gorges-de-la-Rivière-Malbaie.